# 2802 Weisell
2802 Weisell eller 1939 BU är en asteroid i huvudbältet som upptäcktes den 19 januari 1939 av den finske astronomen Yrjö Väisälä vid Storheikkilä observatorium. Den har fått sitt namn efter upptäckarens far.
Asteroiden har en diameter på ungefär 18 kilometer.